# Los portadores de la antorcha

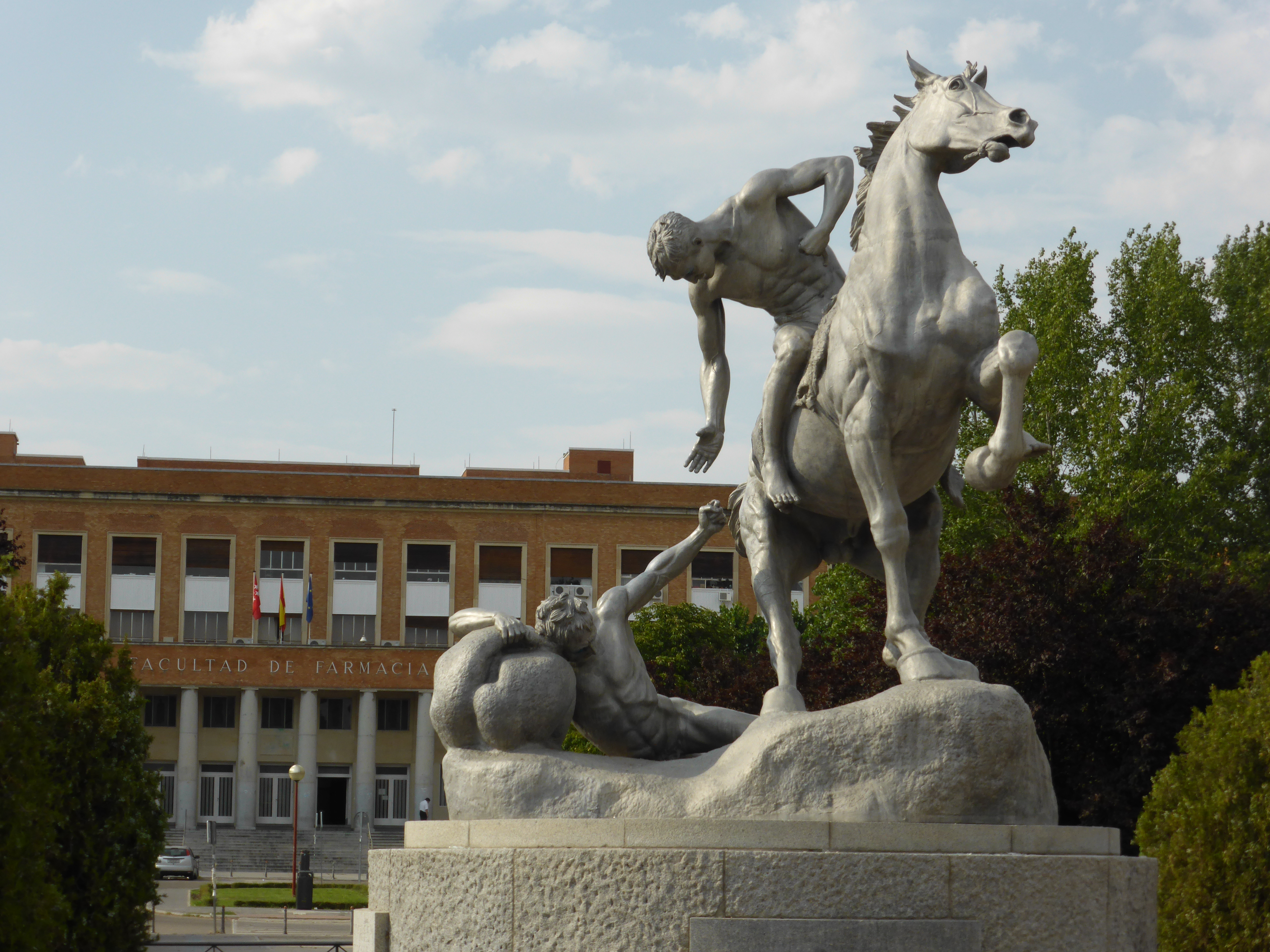
La escultura, sin su antorcha. A lo lejos se ve la Facultad de Farmacia.

Los portadores de la antorcha es una escultura en aluminio realizada por la artista estadounidense Anna Hyatt Huntington y donada a la ciudad de Madrid. Se encuentra, desde su inauguración el 15 de mayo de 1955, en la plaza de Ramón y Cajal, en el campus de Moncloa de la Universidad Complutense de Madrid «La Docta». A la inauguración asistieron la autora y su marido Archer Milton Huntington, fundador de la Hispanic Society of America.

## Descripción
La estatua muestra a un joven a lomos de un caballo recogiendo una antorcha de manos de un débil anciano que yace en el suelo. Representa la transmisión del conocimiento entre generaciones. A la escultura le robaron la antorcha en 2013, pero fue repuesta tres años y medio después. 

## Réplicas
La autora realizó varias réplicas de la escultura a partir de su original en yeso. A diferencia de la escultura situada en el campus de la Docta, realizada en aluminio, el resto están realizadas en bronce; una de ellas se encuentra en la ciudad de Valencia,  otra en La Habana, y el resto en distintas instituciones culturales de los Estados Unidos.
La réplica en bronce de La Habana se ubica en la intersección de la Calzada de Ayestarán y la Avenida 20 de Mayo, de más de 3 metros de alto y con un peso aproximado de 1.500 kilos, fue donada a Cuba en 1956 por Archer Milton Huntington, millonario y filántropo, esposo de Anna.

## Numismática
La estatua fue representada en la moneda de 200 pesetas de 1992 conmemorativa de Madrid, Capital Europea de la Cultura.